# Беатрис Бургундска-Бурбон
Беатрис Бургундска-Бурбон (на френски: Béatrice de Bourgogne; * 1257, Безансон, Франция; † 1 октомври 1310, замък Мюра ан Бурбон, Франция) е господарка на Бурбон от 1287/1288 г., графиня на Шароле от 1267 г.

## Произход
Беатрис произхожда от Старата бургундска династия. Тя е дъщеря на Жан Бургунски (* 1231, † 1267), граф на Шароле, и Агнес дьо Бурбон-Дампиер (* 1237, † 1287), господарка на Бурбон.

## Живот
Бащата на Беатрис Жан е втори син на херцога на Бургундия Хуго IV, но умира преди баща си през 1267 г. и след него тя наследява неговите лични владения – Графство Шароле, кастеланства Совеман, Донден, Мон Сен Венсан и Санвин. След смъртта на дядо ѝ през 1272 г. тези владения са завзети от станалия нов херцог Робер II, чичо на Беатрис. Кралят на Франция Филип III задължава Роберт да върне тези владения. В същата година Беатрис е омъжена за най-малкия брат на крал Луи IX, граф Робер дьо Клермон. През 1279 г. Робер пада от кон на рицарски турнир и губи разсъдък.
След смъртта на майка си през 1287 г. Беатрис наследява и нейните владения – Синьория Бурбон.
След смъртта на Беатрис през 1310 г. земите на Бурбон са наследени от нейният най-голям син Луи I, а Графство Шароле отива у вторият ѝ син Жан.

## Брак и потомство
∞ 1272 в Клермон ан Бовези за Робер дьо Клермон (* 1256, † 7 февруари 1317), граф на Клермон ан Бовези и господар на Бурбон, син на френския крал Луи IX и Маргьорит дьо Прованс, от която има трима сина и три дъщери:
- Луи I дьо Бурбон „Куция“/„Добрия“ (* 1279, † 1342), първи херцог на Бурбон от 1327 г.
- Бланш (* 1281, † 1304), ∞ 1303 в Париж за Робер VII Велики († 1325), граф на Оверн и на Булон
- Жан (* 1283, † 1316), граф на Шароле от 1310 г., ∞ 1309 за Жана Д'Арже († сл. 1334)
- Мария (* 1285, † 1372, Париж), приореса на Поаси (1333 – 1344)
- Пиер (* 1287, † сл. 1330), архидякон на Париж (1330)
- Маргьорит (* 1289, † 1309, Париж), ∞ 1. 1305 за Раймон Беренгер (* ок. 1281, † 1305), граф на Андрия и Пиемонт 2. август или септември 1308 за Жан I дьо Дампиер (* 1267, † 1330), маркграф на Намюр. Тя умира бездетна на 20 г., шест месеца след сватбата. Погребана в якобинския манастир на ул. „Сен Жак“ в Париж, а надгробният камък на гроба ѝ е направен от известния майстор Жан Пепен дьо Юи през 1326 г. по поръчка на брата на покойния Луи I.